# Voulez-vous pêcher avec moi ?
Pour plus de détails, voir Fiche technique et Distribution.
Voulez-vous pêcher avec moi ? (The Facts of Life) est un film américain réalisé par Melvin Frank, sorti en 1960. 

## Fiche technique
- Titre français : Voulez-vous pêcher avec moi ?
- Titre original : The Facts of Life
- Réalisateur : Melvin Frank
- Scénario : Melvin Frank et Norman Panama
- Production : Hal C. Kern producteur associé et Norman Panama
- Société de production : HLP
- Société de distribution : United Artists
- Musique : Leigh Harline
- Photographie : Charles Lang
- Montage : Frank Bracht
- Direction artistique : J. McMillan Johnson et Kenneth A. Reid
- Décorateur de plateau : Ross Dowd
- Costumes : Edith Head et Edward Stevenson
- Pays d'origine :  États-Unis
- Langue : anglais
- Format : noir et blanc – 35 mm – 1,66:1 – Son : mono (Westrex Recording System)
- Genre : comédie
- Durée : 103 minutes
- Date de sortie : 
  - États-Unis : 14 novembre 1960

## Distribution
- Bob Hope : Larry Gilbert
- Lucille Ball : Kitty Weaver
- Ruth Hussey : Mary Gilbert
- Don DeFore : Jack Weaver
- Louis Nye : Charles Busbee
- Philip Ober : Doc Mason
- Marianne Stewart : Connie Mason
- Hollis Irving : Myrtle Busbee
- Peter Leeds : Thompson
- Hollis Irving : Myrtle Busbee
- William Lanteau : Employé de compagnie aérienne
- Robert F. Simon : Employé de motel
- Louise Beavers : Gussie
- Mike Mazurki : Premier mari dans chambre de motel